# Syndrom počítačového vidění
Computer Vision Syndrome (CVS) neboli „syndrom počítačového vidění“ (také známý v ČR pod názvem „Syndrom z opakovaného přetížení“ nebo „syndrom unaveného oka“) je dočasný stav zraku, který vzniká jako důsledek dlouhodobého namáhání očí při práci na počítači. Příznaky se objevují v důsledku nadměrného napětí očních svalů a nepřirozeného držení těla při sezení u PC. Podle amerického Národního institutu pro bezpečnost a ochranu zdraví (National Institute of Occupational Safety and Health) se potýká se syndromem až 90 % lidí, kteří tráví u počítače alespoň tři hodiny denně.

## Příznaky
Mezi nejčastější příznaky CVS patří podrážděnost očí. Postiženého mohou oči výrazně pálit, dochází k slzení a jejich únavě, někteří se také setkávají s pocitem suchých očí. Důsledkem zrakového přetížení se snižuje schopnost zaostření, syndrom se tedy může projevovat i rozmazaným nebo dvojitým viděním. Se zrakovými obtížemi rovněž souvisejí bolesti hlavy, krční páteře a ramen. Příznaky CVS jsou obvykle dočasné a vymizí ihned po ukončení práce na počítači. Některé symptomy ale přetrvávají. Může se jednat například o rozmazané vidění na dálku.

## Příčiny CVS
Syndrom je zapříčiněn opakovaným jednostranným zatížením zraku a celého těla při dlouhodobém sezení u monitoru počítače. Dílčími příčinami vzniku CVS je snížená frekvence mrkání, nesprávně rozvržené PC pracoviště, odlesky na displeji PC nebo jeho nepřiměřená vzdálenost, nevhodné osvětlení, špatné držení těla nebo nekorigovaná vada zraku.

## Prevence
Předcházet CVS lze správným umístěním PC obrazovky, která by měla být v přibližné vzdálenosti 45-50 centimetrů od očí. Pohodlnější práci také napomůže ergonomický nábytek, klávesnice a podložka pod myš. Vzniku CVS se dá zabránit přiměřeným nastavením jasu a kontrastu monitoru. Barva a velikost písma musí odpovídat individuálním potřebám každého jedince tak, aby nadměrně nenamáhal svůj zrak. Černý text na bílém podkladu je nejméně rušivým elementem, který oči téměř nezatěžuje. Místnost, v níž se pracuje na počítači, by také neměla být příliš osvětlená. Lidé, kteří nosí brýle nebo kontaktní čočky k běžnému použití, mohou jako prevenci využít brýle s tzv. „počítačovými čočkami“. Ty pomáhají lépe zaostřovat a usnadňovat práci na PC. Pro kvalitnější vidění se také využívají brýlové čočky s barevným filtrem.
Computer Vision Syndrome se mj. objevuje u lidí, kteří při hledění do počítače zapomínají pravidelně mrkat. Oči kvůli tomu začnou vysychat a unaví se. Vědomé a časté mrkání pomáhá oči zvlhčovat průběžně. Únavu lze jinak oddálit odvrácením zraku od počítače a zaměřením se na nějaký vzdálený předmět, přičemž oči by měly kroužit po předmětu nahoru a dolů. Touto činností se uvolní okohybné svaly. Pro zrak jsou prospěšné preventivní přestávky od práce na PC, kdy se jedinec může krátce věnovat jiné činnosti (v České republice mají dle nařízení vlády na bezpečnostní přestávky v délce pěti až deseti minut nárok pracovníci po každých dvou hodinách nepřetržité práce s počítačem). Při silném pocitu suchých očí se jako rychlá pomoc mohou používat zvlhčující kapky.